# Транспортне командування Повітряних сил США
Транспортне командування Повітряних сил США або Мобільне командування Повітряних сил США (англ. Air Mobility Command, AMC) — одне з 10 головних командувань Повітряних сил США, основним призначенням якого є забезпечення максимальної мобільності американських військ шляхом перекидання повітрям особового складу, військової техніки та вантажів, дозаправлення та медичної евакуації у глобальному масштабі.

## Зміст
Транспортне командування Повітряних сил США створене шляхом об'єднання Військово-транспортного командування (англ. Military Airlift Command (MAC) та Стратегічного повітряного командування (англ. Strategic Air Command (SAC) Повітряних сил США відразу після завершення Холодної війни. 1 червня 1992 року Командування було активоване та перебрало на себе усі функції стратегічного розгортання збройних сил США повітряним шляхом, а також завдання дозаправлення у повітрі. На нього покладалися також завдання розгортання, утримання та всебічного забезпечення аеродромної інфраструктури Повітряних сил на території країни та за кордоном. Додатково силами Командування провадиться тренування, організація та підтримка в бойовій готовності дієвого резерву сил для Об'єднаних командувань США у всьому світові.
Штаб-квартира Командування розгорнута на військово-повітряній базі Скотт поблизу Беллвілла східніше Сент-Луїса у штаті Іллінойс. Загальна чисельність усього персоналу Командування становить близько 133 700 військових та цивільних осіб, перетворюючи його на найбільше Командування у Повітряних силах країни. Особовий склад включає льотний та наземний персонал Регулярних повітряних сил, Національної гвардії, Резерву, а також підготовленими екіпажами цивільних авіаліній і Повітряного флоту Цивільного резерву США.
Основним оснащенням авіаційного парку є літаки C-17 «Глоубмастер ІІІ», C-5 «Ґелексі», C-130 «Геркулес», KC-135 «Стратотанкер», KC-10 «Ікстендер», C-40 «Кліппер», C-37 «Галфстрім» V та C-21 «Лірджет». З 2015 року на озброєння Командування надходить KC-46 «Пегасус». Для забезпечення перевезення VIP-персон застосовуються спеціалізовані літаки VC-25, C-32 та C-20.